# 彼得·布兰特
彼得·布兰特（英語：Peter Astbury Brunt，1917年6月23日—2005年11月5日）是一位英国古代史学家，1969年当选英國國家學術院院士，1970–1982年间任牛津大学卡姆登古代史教授，